# محمد علي فهمي
المشير محمد علي فهمي (11 أكتوبر 1920 - 11 سبتمبر 1999), قائد عسكري مصري, شغل منصب رئيس أركان حرب القوات المسلحة المصرية وكان أول قائد لقوات الدفاع الجوي المصري منذ 23 يونيو 1969، وظل قائداً لها أثناء حرب الاستنزاف وحرب أكتوبر 1973.

## حياته
- من مواليد 11 أكتوبر 1920 بمحافظة الجيزة.
- حصل على الثانوية العامة من مدرسة فؤاد الأول عام 1937.
- التحق بالكلية الحربية في عام 1938 وتخرج فيها في 1 نوفمبر 1939.
- التحق بسلاح المدفعية متخصصا في المدفعية المضادة للطائرات.
- تخرج في كلية القادة والأركان عام 1951.
- عمل بهية عمليات القوات المسلحة, حتى شغل منصب سكرتير عام الهيئة برتبة عقيد.
- تولى قيادة المجموعة السادسة مدفعية مضادة للطائرات بألماظة.
- رئيس أركان الفرقة الخامسة مدفعية مضادة للطائرات.
- حصل على دورة الأكاديمية العليا للدفاع الجوي في الاتحاد السوفيتي عام 1965.
- شغل منصب قائد الفرقة الخامسة مدفعية مضادة للطائرات.
- في أعقاب حرب يونيو 1967 استدعاه الرئيس جمال عبد الناصر وكلفه بوضع تصور لمنظومة دفاع جوي عن مصر.
- أصدر الرئيس جمال عبد الناصر القرار رقم 199 في 1 فبراير 1968 بإنشاء قيادة جديدة تكون فرعا رئيسيا مستقلا يطلق عليها قيادة الدفاع الجوي
- في 23 يونيو 1969 تولى منصب أول قائد لقيادة الدفاع الجوي وهو برتبة لواء.
- شارك في حرب الاستنزاف كقائد لقوات الدفاع الجوي, وقام بإنشاء حائط الصواريخ ليضع حداً لتوغل الطيران الإسرائيلي بالأجواء المصرية.
- شارك في حرب أكتوبر كقائد لقوات الدفاع الجوي, ,واستطاع إلحاق خسائر فادحة بالقوات الجوية الإسرائيلية وصلت إلى ثلث سلاح الطيران الإسرائيلي, إلى الحد الذي صدرت فيه الأوامر من القيادة الإسرائيلية لطياريها بعدم الاقتراب من قناة السويس.
- في 24 فبراير 1974 كرمه الرئيس أنور السادات لدوره في حرب أكتوبر ورقاه إلى رتبة فريق.
- في 3 يناير 1975 تولى منصب رئيس أركان حرب القوات المسلحة.
- في أكتوبر 1978 اختاره الرئيس أنور السادات مستشارا عسكرياً له.
- في 26 مايو 1979 رقاه الرئيس أنور السادات إلى رتبة فريق أول.
- في عام 1981 شغل بعد تقاعده منصب رئيس مجلس إدارة شركة الملاحة الوطنية للنقل الاستراتيجي.
- في 14 أكتوبر 1993 قام الرئيس حسني مبارك بترقيته إلى رتبة مشير تقديراً لدوره البطولي الذي قام به في حرب أكتوبر.

## وفاته
توفي المشير محمد علي فهمي في لندن يوم السبت 11 سبتمبر 1999 أثناء رحلة علاجه من المرض، وشيع الجثمان بعد نقله الى مصر من مسجد رابعة العدوية وتقدم الرئيس حسني مبارك الجنازة العسكرية مع الوزراء وكبار رجال الدولة وقادة القوات المسلحة وعدد كبير من ضباط القوات المسلحة يمثلون مختلف الإدارات والهيئات بالقوات المسلحة ورؤساء الأحزاب، وقد حمل الفقيد ملفوفا بعلم مصر على عربة مدفع وسار خلفها حملة الأوسمة والنياشين التي حصل عليها.

## الأوسمة والأنواط والميداليات
- وسام التحرير
- وسام النجمة العسكرية
- وسام نجمة الشرف العسكري
- وسام الشرف العسكري من سوريا
- وسام الملك عبد العزيز من المملكة العربية السعودية
- وشاح النيل والعديد من الأنواط والميداليات في المناسبات القومية

## مؤلفاته
له مؤلفات منها كتابات عن الحملة الفلسطينية، ألمانيا تهديد السلام، ألمانيا بين الشرق والغرب (جزءان)، كتب عن الوحدة الأفريقية، القومية الأفريقية، تاريخ قوة الدفاع الجوي المصري.